# Семь паломнических церквей Рима

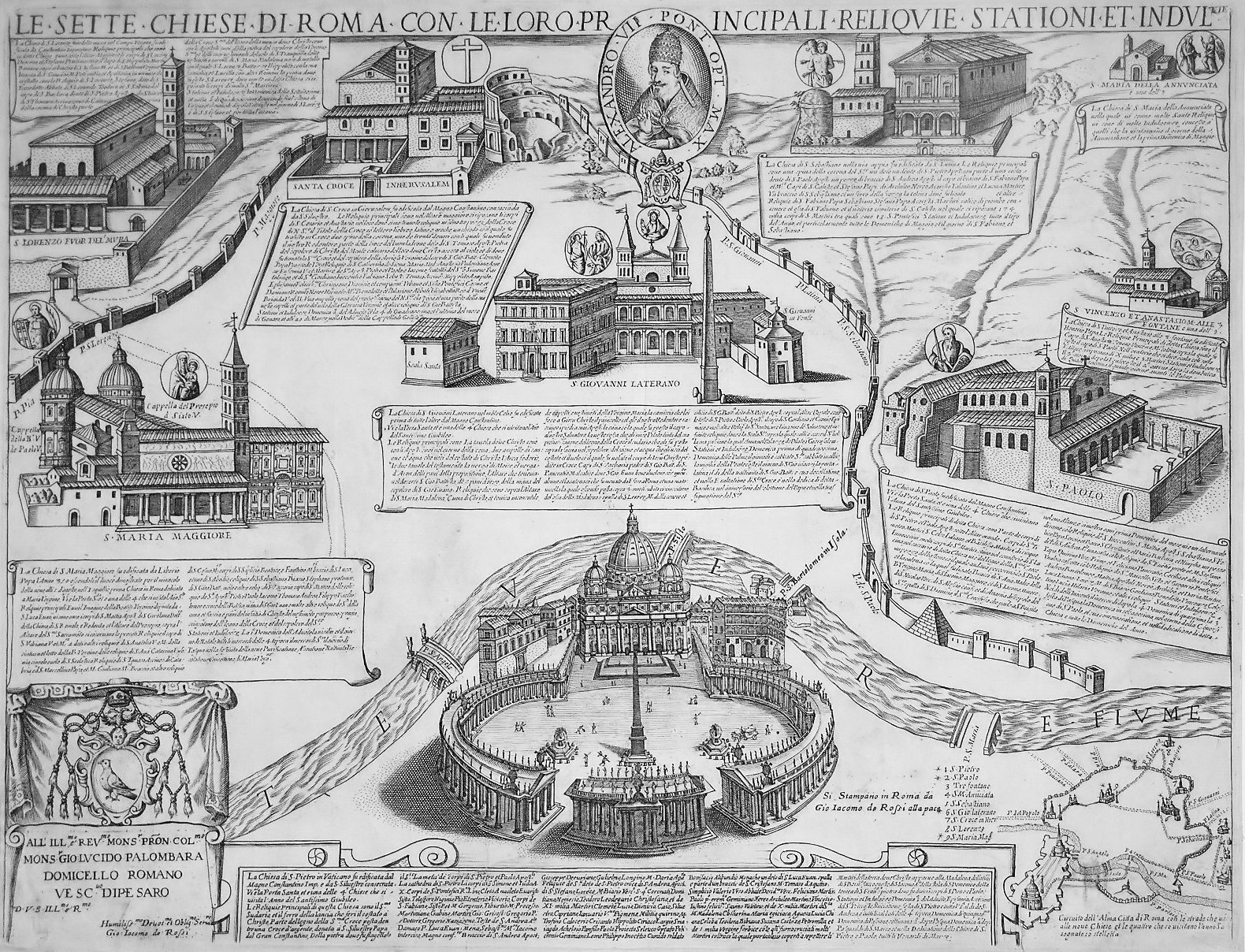
Карта Джакомо Лауро и Антонио Темпеста (1599), изображающая семь паломнических базилик Рима с собором Святого Петра на переднем плане. Карта применялась для совершения паломничества в Юбилейный год (1600)

Семь паломнических церквей Рима — особо почитаемые католические базилики, которые на протяжении многих веков входят в основной паломнический маршрут по Вечному городу и традиционно посещаются паломниками. Список cеми римских церквей установлен папой римским. Согласно традиции Католической церкви, католикам, благоговейно посетившим одну из четырёх патриарших базилик Рима (Латеранская базилика, собор Святого Петра, Сан-Паоло-фуори-ле-Мура, Санта-Мария-Маджоре) и там прочитавшим вслух один раз молитвы «Отче наш» и «Символ веры», даруется полная индульгенция, то есть прощение всех временных наказаний за грехи. Православные паломники посещают эти церкви для поклонения находящимся в них святыням (мощам, иконам).
Семь паломнических церквей Рима включают в себя четыре великих папских базилики (Basilica maior) и три малых папских базилики (Basilica minor):
Великие базилики: Собор Святого Петра, Сан-Паоло-фуори-ле-Мура, Латеранская базилика, Санта-Мария-Маджоре. Малые базилики: Сан-Лоренцо-фуори-ле-Мура, Санта-Кроче-ин-Джерусалемме, Храм Богородицы Божественной Любви.
Ранее в список семи храмов входил Сан-Себастьяно-фуори-ле-Мура (малая базилика). В честь Великого юбилея 2000 года папа Иоанн Павел II вместо этого собора включил в паломнический маршрут храм Пресвятой Богородицы Божественной Любви. Тем не менее многие паломники по-прежнему предпочитают посещать базилики согласно старому списку, действовавшему до 2000 года, по желанию добавляя в него и храм из нового списка.

## История традиции
В Риме сосредоточено множество христианских святынь, реликвий, мощей апостолов, христианских святых и мучеников, чудотворных икон. Кроме того, в течение многих веков Вечный город являлся резиденцией римских пап с центром в Ватикане. Именно по этим причинам Рим на протяжении всей истории христианства был центром паломничества верующих со всего мира, наряду с Иерусалимом.
Уже в первые века новой эры паломничество было принято заканчивать посещением могил апостолов Петра и Павла в Риме — традиционно первые паломники везли от Храма Гроба Господня в Иерусалиме к месту мученичества и упокоения святых первоверховных апостолов в Вечный город пальмовую ветвь (от слова «пальма» и происходит слово «паломничество»). И так продолжалось многие столетия.
Эта традиция посещения Рима с паломнической миссией была в значительной мере закреплена папой Бонифацием VIII в 1300 году утверждением Юбилея — особого «Святого года», который должен был наступать раз в сто лет (в настоящее время раз в 25 лет), начиная новый век. В этот год католикам, которые раскаялись и исповедались в своих грехах и посетили Собор Святого Петра и Сан-Паоло-фуори-ле-Мура, даровалась папская индульгенция.
Среди первых людей, кто принял участие в таком паломничестве самого первого Юбилейного года (1300), можно назвать Чимабуэ, Джотто, Карла Валуа, Данте Алигьери, который упоминает об этом в «Божественной комедии» в Главе XXXI «Рай». Папа Климент VI добавил в паломнический маршрут Латеранскую базилику в 1350 году, а папа Григорий XI добавил Санта-Мария-Маджоре в 1390, доведя количество храмов в списке до четырёх. Эти четыре базилики стали основными папскими базиликами в Риме (великие базилики). В каждой из них рядом с основной дверью были установлены особые «Священные двери» (Santa Porta, или Святые Врата), которые открывают только тогда, когда наступает официальный Юбилейный год.
В настоящее время все католики могут получить индульгенцию при посещении одной из четырёх патриарших (великих папских) базилик Рима.
Кроме того, католики, прошедшие через любые «Святые двери», открытые на протяжении всего Юбилейного года в папских базиликах и других значимых католических храмах по всему миру, имеют возможность получить юбилейную индульгенцию. Перед совершением паломнической поездки в Рим верующий должен обязательно покаяться во всех совершённых им грехах, вина за которые должна быть прощена в таинстве исповеди.
Внеочередной юбилейный год — 2016. Разумеется, посещение семи святых базилик можно осуществлять и в другие, не юбилейные годы.

## Филипп Нери и его влияние на традицию
С именем Филиппа Нери, католического святого, основателя конгрегации ораторианцев, история посещения семи римских церквей связана напрямую. Нери был как раз тем человеком, который и установил в XVI веке традицию посещать именно семь церквей с целью паломничества, причём не только в юбилейные годы, но и на протяжении всех двенадцати месяцев обычного, не священного года.
Филипп родился во Флоренции в 1515 году, получил прекрасное образование там же в монастыре Сан-Марко, после чего был отправлен к дяде в городок Кассино (тогда Сан-Джермано), расположенный у подножия горы Монтекассино с известнейшим одноимённым монастырём близ Неаполя. Там он испытал и пережил некий мистический духовный опыт, который он сам называл «обращением». После этого он полностью утратил интерес к богатствам и наследству и в 1533 году отправился в Рим, пожелав посвятить свою дальнейшую жизнь проповеди Евангелия. Он неустанно проповедовал среди нищих, за что получил прозвище «Апостол Рима». Откликнувшихся на его проповеди Филипп Нери привлекал к уходу за больными и немощными, а также к своим молитвенным практикам, среди которых у него была одна особенно любимая, примерно около 1553 года он начал проводить регулярные молитвенные коллективные обходы семи больших римских базилик. Он считал, что верующие таким образом могут стать сопричастными, получить и разделить некий крайне ценный общий религиозный опыт через приобщение, причащение и соприкосновение с наследием раннехристианских святых, их реликвиями, мощами и прочими святынями, хранящимися в этих церквях. Цифру 7 он выбрал не случайно, семь церквей на его пути олицетворяли семь мировых церквей Иоанна Богослова из Апокалипсиса.
Нери проложил маршрут, который предполагал посещение собора святого Петра, затем Сан-Паоло-фуори-ле-Мура, Сан-Себастьяно-фуори-ле-Мура, Латеранской базилики, Санта-Кроче-ин-Джерусалемме и Сан-Лоренцо-фуори-ле-Мура и, наконец, Санта-Мария-Маджоре. Он регулярно собирал друзей, знакомых и всех желающих ранним утром на рассвете, и они все вместе отправлялись в свой паломнический путь по Риму. С учётом того, что все эти базилики находятся друг от друга на достаточном расстоянии, а пройти весь путь нужно было только пешком, дело это было нелёгким и занимало немалое количество времени. В каждой церкви они молились, пели церковные гимны, а Нери произносил для собравшихся краткую проповедь.
Паломники по пути обычно делали остановку в садах Виллы Маттеи (ныне — вилла Челимонтана). Аристократическая набожная семья Маттеи крайне благосклонно и уважительно относилась к Нери и его паломникам. Члены этой семьи видели в том выполнение своей почётной миссии, поэтому всегда предлагали таким группам отдых в своих владениях. Во время отдыха для путников там проводили концерты, играли музыканты, а певцы услаждали их слух мелодичными песнями и показывали целые представления. В садах виллы всё было очень красиво и благожелательно, хозяева не скупились. Таким образом, одновременно достигались сразу несколько целей — привлечение верующих к молитвенной практике и в то же время развлечение и воспитание их культуры и эстетического вкуса с целью отвлечения их от шумных карнавалов, сопровождавшихся тогда, как правило, весьма вольными песнями и танцами, пьянством и драками, не слишком совместимыми с поведением благочестивого христианина.
Весной 1553 года папа Юлий III разрешил возобновить проведение таких праздничных уличных карнавалов по случаю наступления весны, и вскоре раскаялся в этом. Таким образом, Филипп Нери предлагал христианскую альтернативу полуязыческим карнавальным традициям. Постепенно от малых групп, состоявших некогда лишь из его ближайших знакомых и тех, кому он проповедовал, Нери перешёл к организации массовых шествий, к участию в которых он привлекал одновременно несколько тысяч паломников.
Люди любили и уважали Филиппа, а потому римляне самых разных сословий, от бездомных нищих до богатейших аристократов и представителей высшего духовенства, с удовольствием объединялись и участвовали в таких процессиях с «пикниками» на вилле Маттеи. Среди его больших почитателей и последователей был его близкий друг и ученик, представитель аристократического семейства Медичи — его земляк-флорентиец Алессандро Оттавиано Медичи, ставший впоследствии римским папой под именем Лев XI. Алессандро, ещё не будучи священником, вместе с друзьями также участвовал в процессиях святого Филиппа и благодаря ему твёрдо решил стать служителем церкви.
Через несколько лет карнавалы были опять запрещены, но традиция паломничества к семи церквям сохранилась, объединившись с традицией паломничества в юбилейные годы. Список семи церквей Нери был впоследствии утверждён папой римским и в качестве маршрута для юбилейного паломничества христиан. В Юбилейный 1575 год паломники уже посещали семь церквей из списка Нери вместо четырёх. Благодаря святому Филиппу на протяжении всех последующих столетий верующие стали проводить регулярные обходы главных базилик Рима по его маршруту круглый год.

## Распространение традиции
Практика посещения семи римских базилик с годами лишь сильнее закреплялась, выйдя уже очень далеко за пределы Рима и распространившись по всей Европе и на Восток в Константинополь. Там паломники стали обычно посещать все семь христианских церквей, упомянутых в Книге Откровений, включая церкви в Эфесе. Хорошо прижилась эта традиция и в православии.
В Российской империи паломничество всегда было в огромном почёте. Поэтому подобная практика быстро дошла и нашла своих поклонников и на русской земле, начиная примерно с времён Петра I, среди верующих, не имевших возможности совершить «большое паломничество» (в Иерусалим и Рим), а зачастую и «малое паломничество» (к святыням Российской империи), также установилась традиция посещения семи церквей или монастырей за один раз. В сельской местности храмы зачастую находились на достаточно большом расстоянии друг от друга, в соседних сёлах и деревнях, поэтому паломникам приходилось преодолевать десятки километров пешком, чтобы добраться до очередного храма из семи. Таким образом, они отдавали дань традиции и совершали своё паломничество. Такая практика существует в РФ и других странах и по сей день.

## Галерея
| Семь паломнических базилик Рима и базилика святого Себастьяна (по списку до 2000 года) | Семь паломнических базилик Рима и базилика святого Себастьяна (по списку до 2000 года) | Семь паломнических базилик Рима и базилика святого Себастьяна (по списку до 2000 года) | Семь паломнических базилик Рима и базилика святого Себастьяна (по списку до 2000 года) | Семь паломнических базилик Рима и базилика святого Себастьяна (по списку до 2000 года) | Семь паломнических базилик Рима и базилика святого Себастьяна (по списку до 2000 года) | Семь паломнических базилик Рима и базилика святого Себастьяна (по списку до 2000 года) |                          |
| -------------------------------------------------------------------------------------- | -------------------------------------------------------------------------------------- | -------------------------------------------------------------------------------------- | -------------------------------------------------------------------------------------- | -------------------------------------------------------------------------------------- | -------------------------------------------------------------------------------------- | -------------------------------------------------------------------------------------- | ------------------------ |
|                                                                                        |                                                                                        |                                                                                        |                                                                                        |                                                                                        |                                                                                        |                                                                                        |                          |
| Собор Святого Петра                                                                    | Латеранский Храм святого Иоанна                                                        | Собор святого Павла за стенами                                                         | Санта-Мария-Маджоре                                                                    | Собор святого Лаврентия за стенами                                                     | Санта-Кроче-ин-Джерусалемме (святого Креста)                                           | Храм Богородицы Божественной Любви                                                     | Собор святого Себастьяна |